# Epormenis aripensis
Epormenis aripensis är en insektsart som beskrevs av Ronald Gordon Fennah 1945. Epormenis aripensis ingår i släktet Epormenis och familjen Flatidae. Inga underarter finns listade i Catalogue of Life.